# Resolution 849 des UN-Sicherheitsrates
Die Resolution 849 des Sicherheitsrats der Vereinten Nationen, die am 9. Juli 1993 einstimmig verabschiedet wurde, nahm mit Besorgnis die jüngsten Kämpfe um Suchumi in der umstrittenen Region Abchasien zur Kenntnis und forderte den Generalsekretär Boutros Boutros-Ghali auf, seinen Sonderbeauftragten in die Region zu entsenden, um eine Einigung über einen Waffenstillstand zwischen Abchasien und Georgien zu erzielen. Nach dessen Umsetzung genehmigte der Rat die Entsendung von 50 Militärbeobachtern. Es war die erste Resolution des Sicherheitsrats zu diesem Konflikt.
Der Generalsekretär wurde außerdem gebeten, Empfehlungen zum Mandat der Militärbeobachter abzugeben, während seine Bemühungen um die Einleitung eines Friedensprozesses unter Beteiligung Abchasiens, Georgiens und Russlands als Vermittler sowie die Fortsetzung der Zusammenarbeit mit dem amtierenden Vorsitzenden der Organisation für Sicherheit und Zusammenarbeit in Europa unterstützt wurden. Schließlich wurde die georgische Regierung gebeten, mit den Vereinten Nationen Gespräche über ein Truppenstatut aufzunehmen, um eine rasche Entsendung von Beobachtern zu ermöglichen.

## Sehe auch
- Sukhumi massacre
- United Nations Observer Mission in Georgia
- War in Abkhazia (1992–1993)